# قانون تشکیل ایالات و ولایات و دستورالعمل حکام

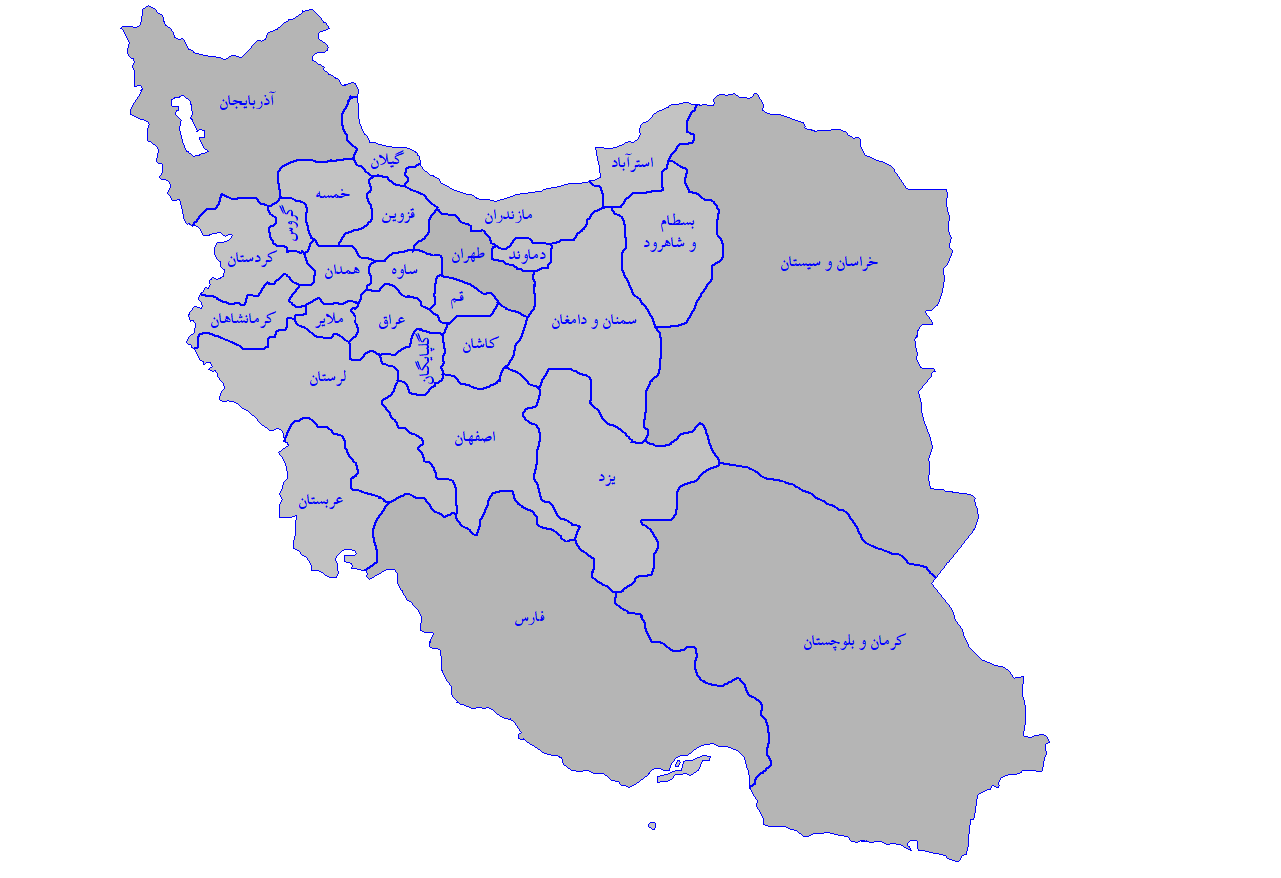
نقشه تقسیمات اداری ایران، ایالات و ولایات، بر اساس قانون مصوب ۱۲۸۶ خورشیدی

قانون تشکیل ایالات و ولایات و دستورالعمل حکام مصوب ۱۴ ذیقعده ۱۳۲۵ قمری برابر با ۲۷ آذر سال ۱۲۸۶ خورشیدی نخستین قانون تقسیمات کشوری در ایران به تصویب مجلس شورای ملی است. این قانون مشتمل بر ۴۳۳ ماده و بخش منضمات بوده است.  

بر اساس ماده ۱ این قانون، کشور ایران به ایالات و ولایات، منقسم شده و ماده ۲ آن بیان  می دارد که: 
 
ایالت قسمتی از مملکت است که دارای حکومت مرکزی و ولایات حاکم‌نشین جزء است و فعلاً منحصر به چهار ایالت است (آذربایجان) (‌کرمان و بلوچستان) (‌فارس)(‌خراسان). 
این قانون توسط قانون تقسیمات کشوری سال ۱۳۱۶ منسوخ شد.